# Nolvik
Nolvik est une localité de Suède située dans la commune de Göteborg du comté de Västra Götaland. Elle couvre une superficie de 0,88 km2. En 2010, elle compte 1 025 habitants.